# 洛杉磯時報大樓爆炸案
洛杉矶时报大楼爆炸案是1910年10月1日发生在美国加利福尼亚州洛杉矶市洛杉矶时报大楼的一起有预谋爆炸案，施行者是国际桥梁、结构、装饰和钢筋工人联盟下属工会成员。爆炸引起的火灾造成了21名洛杉矶时报雇员死亡，超过100人受伤，事件被洛杉矶时报称为“世纪犯罪”。约翰·麦克纳马拉（John J. ("J.J.")）和詹姆斯·麦克纳马拉（James B. ("J.B.")）兄弟于1911年4月因此案被捕，对他们的审判成为了美国劳工运动的焦点。约翰·麦克纳马拉承认制造了爆炸，被宣判有罪并判处终身监禁；詹姆斯·麦克纳马拉则因在当地一家钢铁制造厂制造爆炸被判处15年监禁，最后回到钢铁工人工会担任组织者。

## 背景
钢铁工人工会于1886年成立，由于工作是季节性的并且大多数钢铁工人缺乏技巧，工会在1902年之前都很弱小，行业中很大一部分都没有加入组织，直到那一年工会在与新成立的美国钢铁集团下属的美国桥梁公司的罢工斗争中胜利。美国桥梁公司是钢铁业中的佼佼者，在一年之内钢铁工人工会不仅组织了几乎全美的钢铁厂，还签署了包含员工限期加入工会条款的协议。麦克纳马拉兄弟是爱尔兰裔美国人工会成员，约翰（人称J.J.）和他的弟弟詹姆斯（人称J.B.）都是国际桥梁和钢铁工人工会的成员并活跃在其中。
1903年，美国钢铁集团和美国桥梁公司的高层们创建了国家建设者协会——钢铁产业雇主的联盟。国家建设者协会的主要目标是促进自由聘用和帮助雇主们在各自的行业中破坏工会。雇主们使用密探、内奸、私家侦探、罢工破坏分子来与工会斗争。地方、州和联邦的执法部门在这场斗争中互相帮助，常常对工会成员暴力相向。在自由雇佣斗争的巨大压力面前，钢铁工人工会的反应是在1905年选举了激进的Frank M. Ryan为主席、约翰·麦克纳马拉为财务总监。1906年，钢铁工人工会在美国桥梁公司发动罢工企图维持他们的协议。 自由雇佣运动取得了显著的成功，截至1910年，美国钢铁集团已经几乎成功把所有工会赶出了他们的工厂。其他钢铁制造企业的工会也都几乎消失了，只有钢铁工人工会还在坚持（但对美国桥梁公司的罢工还在继续）。
绝望的工会高层转而暴力应对他们遭受的挫折，1906年末开始，国家和地方的钢铁工人工会官员启动了一次具有轰动效应的斗争。对外公布的斗争目标是将企业带回谈判桌，而不是摧毁工厂或者杀人。1906年到1911年间，钢铁工人工会在110座钢铁厂制造了爆炸，但只造成了价值几千美元的损失。国家建设者协会并不是没有意识到谁应该对炸弹负责，Herbert S. Hockin，一名钢铁工人工会执行委员会的成员，实际上是协会雇佣的间谍。
在洛杉矶，雇主们对工会运动的抵抗已经持续了几乎半个世纪。洛杉矶时报的出版商Harrison Gray Otis便是强烈的反工会主义者。 1896年，Otis加入并夺得了当地商人协会的控制权，将其改名为“商人和制造商协会”（一般被称为M&M），然后利用M&M和他的报纸的巨大发行量充当将城市仅存的少数工会赶出去的斗争先锋。没有工会去维持高工资水平，洛杉矶自由雇佣的雇主们就可以破坏高度工会化的旧金山设定的工资标准了。旧金山的工会担心他们城市的雇主们很快也会施加削减工资的压力，并着手于驱动自由雇佣。唯一的解决方案就是让洛杉矶重新工会化。

## 爆炸

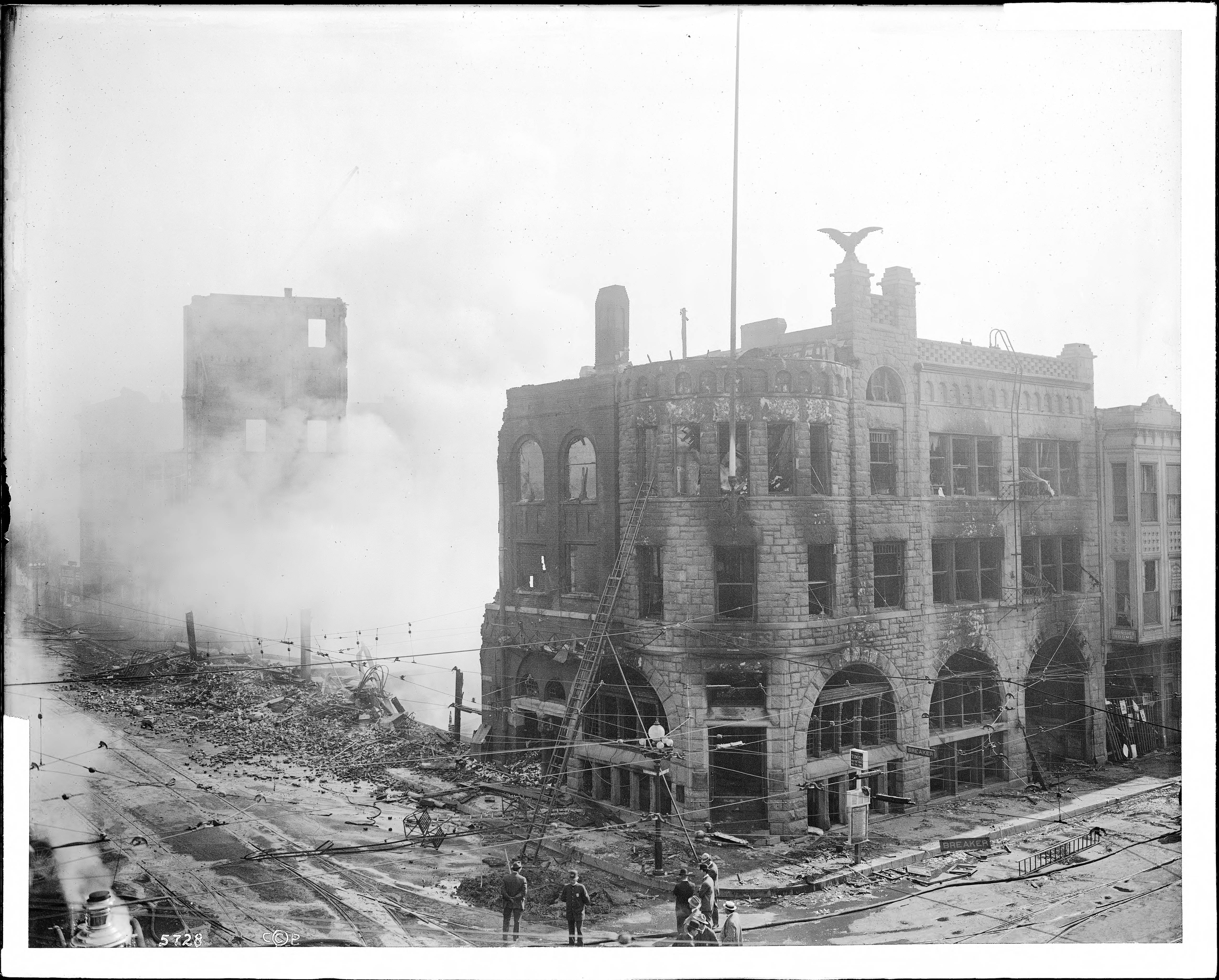
爆炸案后的洛杉矶时报大楼废墟

旧金山的工会组织非常依赖于钢铁工人工会——洛杉矶仅存的少数工会组织之一。工会运动于1910年春天开始。1910年6月1日，1500名钢铁工人为了争取0.5美元（在2011年价值11.89美元）的最低时薪和加班补贴而发动了在钢铁厂的罢工。M&M筹集了35万美元（在2011年价值830万美元）来破坏罢工。一位高等法院法官签署了一系列的禁制令来禁止工人纠察队。6月15日，洛杉矶市议会一致通过了禁止纠察队和“在公共街道上大声或用异常的嗓音说话”的法令，违犯者将被监禁50日、罚款100美元或两者并处。大多数工会成员拒绝遵守禁制令和法令，472名罢工者被捕。然而罢工产生了积极的效果，到11月，13家新工会建立起来了，使得城市里工会会员比例达到了差不多60%。
1910年10月1日凌晨1时07分，一个炸弹在坐落于洛杉矶第一大道和百老汇的三层高的洛杉矶时报大楼旁的小巷里爆炸了。炸弹原本计划在凌晨4时爆炸，那时建筑里应该没有人，但定时装置出现了错误。16根装在手提箱里的炸药并不足以摧毁大楼，但引爆者没有注意到天然气主管道从大楼底下穿过。引爆者也没有发现一群洛杉矶时报员工正连夜加班出版一份第二天下午发行的报道Vanderbilt杯汽车比赛结果的号外。炸弹炸毁了建筑的一边，引发的大火摧毁了时报大楼和隔壁报纸印刷部门所在的建筑。当时115名仍在大楼里的人中有21人死亡（大多数死于火灾）。 《洛杉矶时报》将这次爆炸称为“世纪犯罪”，出版商Otis则指责工会是“无政府主义的渣滓”、“聚在一起的杀人犯”、“依附在工人身上的蚂蟥”和“午夜杀手”。第二天早上，未爆炸的炸弹在Otis的家、M&M秘书F.J. Zeehandelaar的家、Alexandria酒店和洛杉矶县纪录馆（当时正被无工会的卢埃林钢铁厂建造）被发现。
洛杉矶钢铁工人工会罢工委员会和美国劳工联合会主席塞缪尔·龚帕斯立即谴责了爆炸案，并宣布没有工会组织或个人对此负责。

## 逮捕爆炸犯

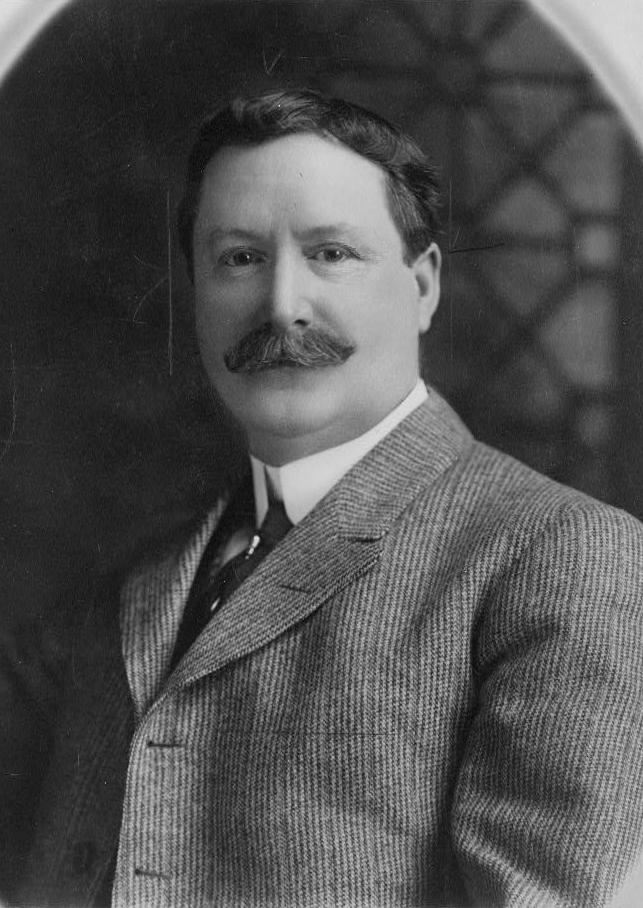
威廉·J·伯恩斯

《洛杉矶时报》和执法当局宣称罪犯会被立即抓获，但几周过去了都没有人被逮捕。洛杉矶市当局悬赏2万5千美元给抓获爆炸犯的人，M&M则另外提供了5万美元赏金。1910年12月25日，一个炸弹在卢埃林钢铁厂爆炸，炸毁了一部分工厂。
当局雇佣了私家侦探威廉·J·伯恩斯去抓捕犯人。伯恩斯代表国家建设者协会在调查过去四年全国范围内针对钢铁制造厂建筑的爆炸案并将当局的工作作为调查的一部分。从他雇佣的钢铁工人工会内奸Hockin那里，伯恩斯得知钢铁工人工会成员欧迪·麦克曼尼格尔（Ortie McManigal）受工会主席Ryan和财务总监约翰·麦克纳马拉的命令负责处理工会的炸弹斗争。麦克曼尼格尔和麦克纳马拉都是喜欢同时饮酒和打猎的边缘酗酒者，伯恩斯和一个间谍潜入了他们的深冬打猎之旅，在旅途中麦克纳马拉吹嘘了炸毁洛杉矶时报大楼的经历，卧底私家侦探还偷偷拍了一张麦克纳马拉的照片。伯恩斯把照片给一个洛杉矶的酒店员工看，他认出麦克纳马拉以“Mr. J.B. Bryce”之名在爆炸前一天入住并在爆炸后的早上匆忙退房。
1911年4月14日，伯恩斯，他的儿子Raymond和来自底特律、芝加哥的警察前往底特律牛津酒店逮捕了麦克曼尼格尔和詹姆斯·麦克纳马拉，在他们的行李箱里发现了炸药、风帽和时钟。他们被告知是因为抢劫了芝加哥一家银行而被捕，由于他们对此有完美的不在场证明，两个人都同意与伯恩斯和警察回芝加哥
在芝加哥，麦克曼尼格尔和麦克纳马拉并未被带往警察局，而是被扣押在芝加哥警长William Reed的私人住宅里，从4月13日一直到20日。伯恩斯事实上说服了麦克曼尼格尔，让他认为伯恩斯知道一切而他可以通过与当局交易来保全自己。麦克曼尼格尔同意说出他知道的一切来换取一个较轻的刑期，并签署了一份直接涉及Ryan、约翰·麦克纳马拉、Hockin和其他钢铁工人工会领导的认罪书。
伯恩斯给加利福尼亚当局拍了电报并弄到了针对麦克曼尼格尔、詹姆斯·麦克纳马拉和约翰·麦克纳马拉的引渡文件。然后他去了印第安纳波利斯，钢铁工人工会总部所在地。在国家建设者协会官方的帮助下，他说服了印第安纳州州长托马斯·R·马歇尔签发针对詹姆斯·麦克纳马拉的逮捕令。4月22日，伯恩斯和两名当地警探闯入钢铁工人工会执行董事会的会议，逮捕了麦克纳马拉。约翰·麦克纳马拉被带到当地一个巡回法庭上，法官拒绝了麦克纳马拉聘请律师的要求，并在没有合法权限这么做的情况下将他释放交给伯恩斯看管，从逮捕到启程用了30分钟。同一天，麦克曼尼格尔和詹姆斯·麦克纳马拉就被洛杉矶警察乘火车带往加利福尼亚。三人于4月26日到达洛杉矶。

## 审判和定罪

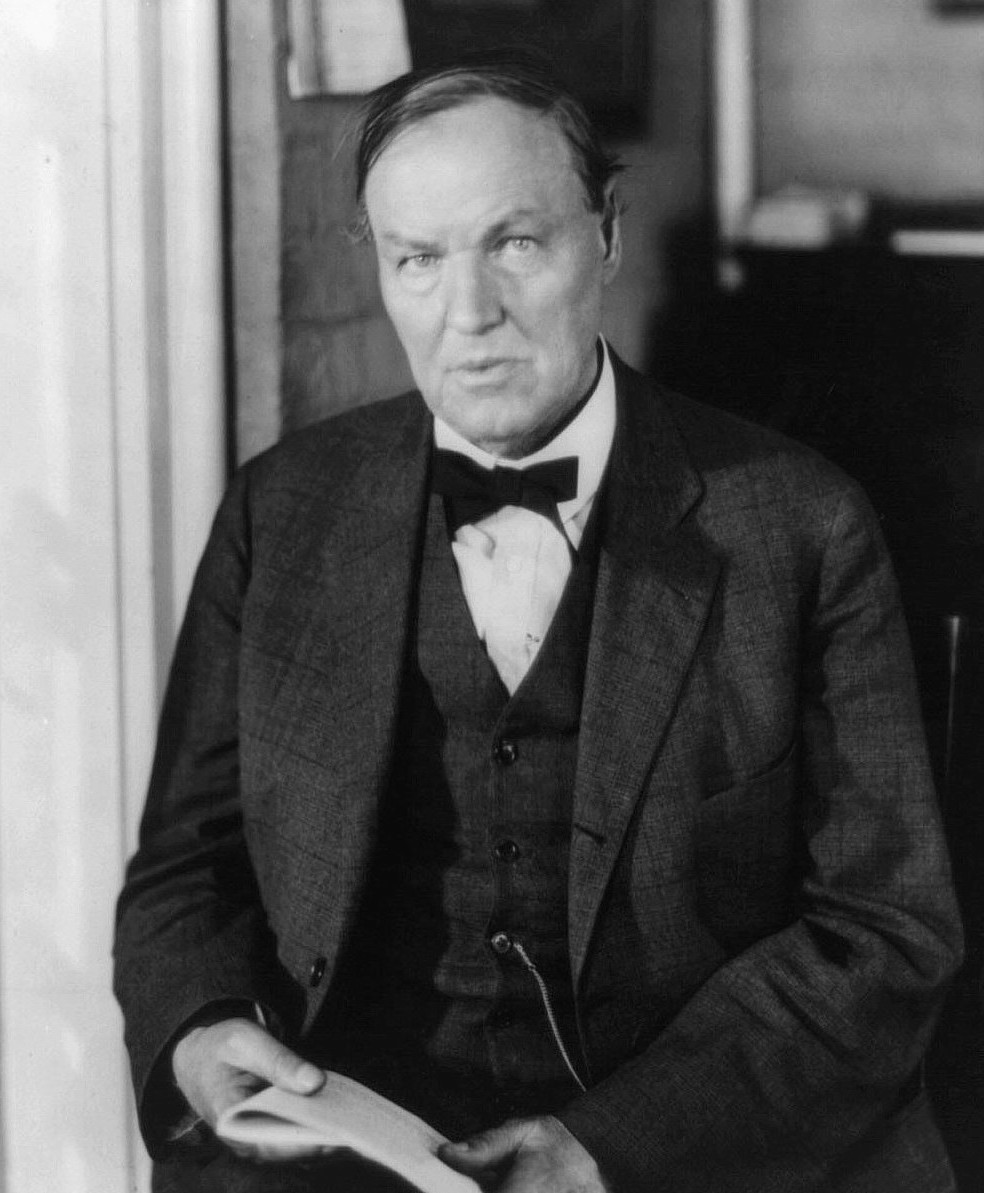
克拉倫斯·丹諾

国家劳工运动被麦克纳马拉兄弟的遭遇激怒了，工人领袖们很快就开始为两兄弟的清白辩护。在他们看来，伯恩斯很明显涉嫌绑架、伪装执法官员、非法拘禁，还可能折磨了在他手里的麦克曼尼格尔和詹姆斯·麦克纳马拉。当地巡回法官非法拒绝了约翰·麦克纳马拉获得法律代表的要求，并且没有权力同意对他的引渡。麦克纳马拉兄弟两人都是因为一份第三人在被绑架而且很可能被强迫认罪的情况下出具的认罪书而被逮捕。这个案子看起来和1906年对世界工业工人组织领袖Bill Haywood的绑架和审讯很相似。
工人领袖也被其他因素影响认定麦克纳马拉兄弟是清白的。自由雇佣运动和Otis表现出的刻骨的敌意让很多人认为整个事件是一个陷阱（例如，包括尤金·维克多·德布斯都认为可能是Otis自己放置了炸弹）。伯恩斯屡次暗示龚帕斯和其他工人领袖也涉嫌国内炸弹斗争，而美国劳工联合会的高层则担心一次旨在毁灭初生劳工运动的国家范围内的抓捕运动正在酝酿。同时，洛杉矶市长乔治·亚历山大被困在一场与社会党竞选人Job Harriman的很接近的竞选战争中，有人认为，爆炸可能只是一个用来防止Harriman入主洛杉矶的阴谋。
钢铁工人工会主席Frank Ryan请克拉倫斯·丹諾为麦克纳马拉兄弟辩护，但丹諾病了。Ryan转而聘请Harriman，他答应担任两兄弟的辩护律师。然而龚帕斯去芝加哥拜访了丹諾并说服他这个案子需要他的专业技能。丹諾很勉强的同意担任首席辩护律师，Harriman留下担任他的助手。丹諾还聘请了前洛杉矶县助理检察官Lecompte Davis、亲工会的印第安纳法官Cyrus F. McNutt和洛杉矶商会主席Joseph Scott作为辩护法律顾问。
麦克纳马拉兄弟于1911年5月5日被提审，他们做了无罪答辩。麦克曼尼格尔作为污点证人当时并未被起诉。
丹諾为了辩护要求35万美元，美国劳工联合会之前已经支付给他5万美元，并立即开始筹集更多的资金。美国劳工联合会执行委员会建立了一个常务的“Ways and Means Committee”来筹集资金。从联邦到地方、州，地区的和全国的工会每人为辩护基金捐献了25美分，并在全国各大城市都设立了辩护促进委员会来筹集捐款。大头针、纽扣和其它的随身物品都被出售来筹集资金，一部名为《事业的殉道者》的电影上映了。电影在辛辛那提首映并吸引了5万名观众观看。全国的劳动节都被宣布为麦克纳马拉日，在13个主要都市发生了大量支持被告人的游行示威。
陪审团遴选于10月25日开始， 在宣誓进行的时候，丹諾开始渐渐担心起审判之外的事情来。 他觉得詹姆斯·麦克纳马拉无法作为可靠证人并可能在交叉质询时被击垮。10月15日，他听说控方取得了支持21起独立指控的大量证据。 10月18日，他听说美国首席检察官George W. Wickersham通过他自己的方式获得了足够的证据，并在总统William Howard Taft的同意下签发了对麦克纳马拉的联邦传票。 10月25日第一次陪审团遴选时间耗尽了，迫使法庭安排了另一次额外的陪审团遴选，陪审团最终在11月7日全部选出。
就在陪审团遴选进行的时候，八卦记者林肯·斯蒂芬斯来到了洛杉矶。深信麦克纳马拉兄弟有罪的斯蒂芬斯造访了监狱里的两兄弟。斯蒂芬斯打算在出版物中为两兄弟的行为辩解成应对雇主的暴力和官方镇压工人工会的“合情合理的破坏”"。詹姆斯·麦克纳马拉是斯蒂芬斯的计划的迫切拥护者，但约翰·麦克纳马拉拒绝合作除非丹諾同意。丹諾被斯蒂芬斯关于两兄弟向他坦白自己罪行的报道吓坏了，但由于他的健康状况持续恶化以及他对辩护的悲观情绪增长，丹諾同意麦克纳马拉兄弟与斯蒂芬斯合作。.
11月19日和20日这个周末，丹諾和斯蒂芬斯与报纸出版商E. W. Scripps会面了。在会面中，丹諾感到向控方施压让他们接受一个诉辩交易的可能性大增。作为对麦克纳马拉兄弟轻判的交换，美国劳工联合会将结束他们令人虚弱的罢工和有组织的对抗洛杉矶雇主的行动。斯蒂芬斯与Otis和他的女婿、《洛杉矶时报》总经理助理Harry ChandlerOtis会面。两人都同意这个计划， 美国劳工联合会成功的舆论斗争似乎让两人很焦虑，而钢铁工人工会持续（甚至变本加厉）的罢工让洛杉矶工商业界的很多人都犹豫起来。Chandler提出启动与地区检察官John D. Fredericks的谈判，Fredericks拒绝了。尽管一批洛杉矶商人为秘密谈判担保，Fredericks还是拒绝批准释放麦克纳马拉兄弟。国家建设者协会听说了这次谈判（辩方和控方阵营中都有对方的间谍）并对Fredericks施压让他拒绝任何诉辩交易，作为妥协，Fredericks则要求对詹姆斯·麦克纳马拉判处终生监禁而约翰·麦克纳马拉则是短得多的刑期。
协议被放在麦克纳马拉兄弟面前，詹姆斯·麦克纳马拉一开始拒绝同意任何释放他兄弟的诉辩交易，但当丹諾告诉他协议只有在两兄弟都认罪的情况下才有可能，他还是同意了。丹諾找到美国劳工联合会的代表，震惊的劳工领袖拒绝接受协议，直到丹諾说服他辩护已经几乎没有机会了。
丹諾希望一个诉辩交易（而不是在公开法庭上坦白罪行）就是所有需要的了，但洛杉矶雇主们担心辩护律师Harriman会在选举日（12月5日）击败市长亚历山大。没有什么比公开法庭上确实宣判有罪更能败坏Harriman的名声并防止他的胜利了，所以雇主们对此施加了很大的压力。
12月28日，丹諾被指责试图向一位陪审员行贿，辩方的地位更加被削弱了。辩护团队首席调查员因向陪审员行贿被捕，而丹諾被看到在公共场合给那个调查员现金。当丹諾本人陷入身败名裂的境地时，辩方对一个简单的诉辩协议的希望破灭了。

## 宣判及后续
1911年12月1日，麦克纳马拉兄弟转而改在公开法庭上认罪。詹姆斯·麦克纳马拉承认于1910年10月1日放置炸毁洛杉矶时报大楼的炸弹的谋杀罪，第一次出庭的约翰·麦克纳马拉则承认于12月25日放置了炸毁卢埃林钢铁工厂的炸弹。约翰·麦克纳马拉后来告诉一个采访者说丹諾把麦克纳马拉兄弟和舆论隔离开来，如果他们知道公众是站在他们那一边的话，他们不会同意诉辩交易的。
当认罪发生时龚帕斯正乘火车在新泽西州旅游，美联社的一个记者冲上他的列车，叫醒他，递给他一份陪审团裁定有罪的报道。“我很震惊，我很震惊！”他说，“麦克纳马拉兄弟背叛了工人！”

然而社会党拒绝责备麦克纳马拉兄弟，认为他们的行为在面对那些他们工会在过去25年里一直面对的雇主和国家营造的恐怖时是合理的。Haywood和Debs也持相同的观点。Debs写道：
对一个受过教育的高雅的绅士来说坐在他的打字机前指出工人们的罪行是很简单的，但让他成为他们的一份子在贫穷中长大，无法接受教育，从小像野兽一样挣扎着求生，被压迫着，被剥削着，被迫去斗争，被警察殴打，被扔进监狱，房屋被没收，妻儿忍饥受饿，他就会对是不是要成为一个对抗那些他们的老板对他们的野蛮行径的罪犯而感到犹豫了。
两兄弟于12月9日进入了圣昆廷州立监狱。詹姆斯·麦克纳马拉审判后的发言是：“你们知道吗？这整个该死的世界都相信爆炸。”（"You see? ... The whole damn world believes in dynamite."）
12月5日，Harriman在市长选举中被市长亚历山大很勉强的击败了。
洛杉矶的工人运动崩溃了，雇主们拒绝尊重诉辩交易的额外条款，这一条款要求召集一个工会和雇主的会议并结束自由雇佣斗争。相反，雇主们加倍他们在破坏洛杉矶工人运动上的努力。在1912年的前几个月里，中央工人会议失去了很多成员，而洛杉矶的工人运动直到20世纪50年代才有增长的迹象。
另有55名钢铁工人工会的成员和官员被逮捕并被指控阴谋和跨州运输爆炸物组织炸弹斗争。Hockin指证他的同事来避免自己坐牢，最终共有38人被定罪，包括主席Frank Ryan（判了7年有期徒刑）。钢铁工人工会遭受了人员损失，向美国劳工联合会请求资金援助。美国劳工联合会拒绝提供财政支援和允许龚帕斯在工会下一次会议上讲话。然而一些劳工联合会下属工会的首脑做了演讲，然后钢铁工人工会授权解除了Ryan的主席职务。
丹諾被卷入两个贿赂陪审团的指控中，他的首席调查员转而作为污点证人，甚至还将龚帕斯卷入了企图行贿中。丹諾陷入了财政困境，并向美国劳工联合会请求为他的辩护筹集资金。龚帕斯拒绝了。在美国矿工联合会和西部矿工联合会的主席发表了一份募捐声明后，美国劳工联合会执行会议延期了对捐款的讨论，直到讨论那份声明之后。丹諾在首次审判中被判无罪，第二起贿赂案则以陪审团无法决定告终。
斯蒂芬斯因大众对麦克纳马拉兄弟的辱骂而感到不安，因此开始开展缓解美国的经济和阶级差异的运动。1912年中，一些知名人士——包括社会工作者简·亚当斯和Lillian Wald、实业家老亨利·摩根索、记者Paul Kellogg、法学家路易斯·布兰迪斯、经济学家欧文·费雪以及和平主义牧师John Haynes Holmes请求总统塔夫脱任命一名劳资关系专员以缓解国内的经济紧张，塔夫脱要求国会批准任命专员，国会于1912年8月23日批准。由Frank P. Walsh领导下做出的劳资关系专员报告帮助建立了八小时工作制和第一次世界大战期间的战争劳工委员会，并对罗斯福新政中的多数劳工政策产生了深远的影响。
麦克曼尼格尔在监狱服刑两年半后被假释出狱。
詹姆斯·麦克纳马拉于1941年3月9日因癌症在San Quentin去世。 尽管左翼劳工领袖和一些政客多次尝试争取释放他，詹姆斯·麦克纳马拉拒绝提出假释申请。 他的兄弟John于1941年5月8日在蒙大拿州比尤特去世，当时他是钢铁工人联合会的国际组织者。